# Championnat de Malte de football 1926-1927
Navigation
Saison précédente Saison suivante
La saison 1926-1927 de First Division Maltaise est la seizième édition de la première division maltaise.
Lors de cette saison, le Sliema Wanderers FC a tenté de conserver son titre de champion face aux trois meilleurs clubs maltais lors d'une série de matchs se déroulant sur toute l'année.
Les quatre clubs participants au championnat ont été confrontés une fois aux trois autres.
C'est le Floriana FC qui a été sacré champion de Malte pour la septième fois.

## Les quatre clubs participants
| Club                | Stade            | Capacité | Ville      |
| ------------------- | ---------------- | -------- | ---------- |
| Floriana FC         | -                | -        | Floriana   |
| Sliema Wanderers FC | Guze Fava Ground | 4 000    | Sliema     |
| St. George's FC     | -                | -        | Bormla     |
| Valletta Rovers     | -                | -        | La Valette |

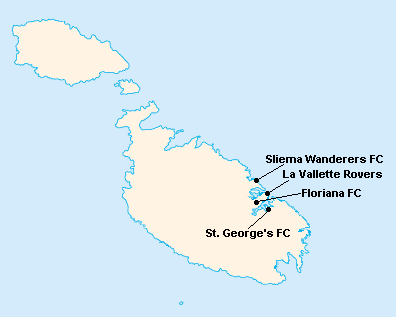
Localisation des clubs engagés dans le championnat.

L'île de Malte étant relativement petite, les clubs évoluent tous au stade National Ta'Qali (17 400 places). Certains cependant ont leur propre enceinte qu'ils peuvent éventuellement utiliser.

## Compétition

### Classement
| Rang | Équipe                  | Pts | J | G | N | P | Bp | Bc | Diff |
| ---- | ----------------------- | --- | - | - | - | - | -- | -- | ---- |
| 1    | Floriana FC             | 5   | 3 | 2 | 1 | 0 | 3  | 1  | +2   |
| 2    | Sliema Wanderers FC (T) | 3   | 3 | 1 | 1 | 1 | 3  | 2  | +1   |
| 3    | St. George's FC         | 2   | 3 | 0 | 2 | 1 | 1  | 2  | -1   |
| 4    | Valletta Rovers         | 2   | 3 | 0 | 2 | 1 | 1  | 3  | -2   |

| Légende : Qualifications et relégations | Légende : Qualifications et relégations |
| --------------------------------------- | --------------------------------------- |
|                                         | Relégation en Second Division Maltaise  |
|                                         | (T) : Tenant du titre 1925-1926         |

## Bilan de la saison
| Tableau d'Honneur       |             |
| Compétition             | Vainqueur   |
| First Division Maltaise | Floriana FC |

| Promotions et relégations            |                                                          |
| Relégués en Second Division Maltaise | Valletta Rovers                                          |
| Promus de Second Division Maltaise   | Cottonera FC Valletta United Marsa United Sliema Rangers |